# 劍之世界
《劍之世界RPG》（ソード・ワールドRPG）是由日本Group SNE所製作的桌上角色扮演遊戲，由富士見書房發行。
本遊戲以名為佛賽利亞（フォーセリア）的劍與魔法虛構世界為冒險舞台，是個典型的奇幻角色扮演遊戲，對於桌上角色扮演遊戲在日本的普及有很大的貢獻。世界觀設定由水野良負責。劍之世界的背景通常建立在西方中世紀世界上，但是細節部分設定常帶有濃厚的日式風味。是日本规模最大的和现实世界不同的完全架空的世界。
目前已有許多劇本集、世界指南、小說（包括魔法戰士李維）等關聯商品上市。此外與羅德斯島戰記、水晶國傳說等共用相同的世界背景。
擲骰判定是用兩顆六面骰（2d6）。

## 關聯作品
- 《魔法戰士李維》
- 《水晶國傳說》
- 《羅德斯島戰記》

## 外部連結
- SW2.0 Official Website
- Group SNE(Sword World)（页面存档备份，存于）